# Вторинний колір

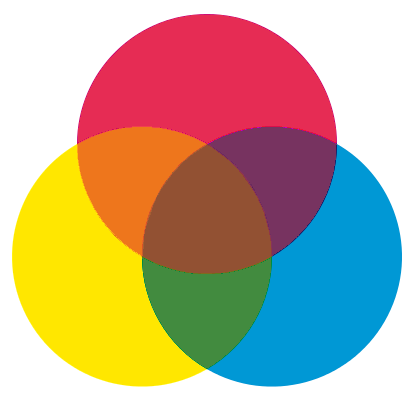
Традиційні основні кольори барвників: основою є червоний, жовтий, синій, які змішуються для утворення вторинних кольорів — оранжевого, зеленого та фіолетового.

Вторинний колір — це колір, отриманий змішуванням двох основних кольорів у заданому колірному просторі.

## Адитивне змішання кольорів

### Світло (RGB)
Для людського ока основними кольорами світла є червоний, зелений та синій. Поєднання світла цих кольорів утворює великий спектр видимих кольорів.
|          |     |   |          |     |   |          |     |  |  |
| зелений  | (●) | + | червоний | (●) | = | жовтий   | (●) |  |  |
| червоний | (●) | + | синій    | (●) | = | маджента | (●) |  |  |
| синій    | (●) | + | зелений  | (●) | = | ціановий | (●) |  |  |
|          |     |   |          |     |   |          |     |  |  |

Тобто основні та вторинні кольори RGB (вторинні кольори виділені жирним шрифтом):
| зелений | жовтий | червоний | маджента | синій | ціановий |

Поєднання кольорів RGB означає додавання світла (отже, термін «колір добавки»), а поєднання яскравіші. Коли всі три основні кольори поєднані в однакових кількостях, результат стає білим.
Вторинні кольори RGB, отримані в результаті додавання світла, виявляються хорошими основними кольорами для пігментів, змішування яких віднімає світло.

## Субтрактивний синтез вторинних кольорів
Пігменти, такі як чорнило та фарба, відображають колір, поглинаючи певну довжину хвилі світла та відбиваючи залишок. Коли пігменти поєднуються, вони поглинають поєднання своїх кольорів і відображають менше світла. Таким чином, поєднання пігментів призводить до більш темного кольору. Це називається субтрактивним змішуванням кольорів, оскільки змішування пігментів віднімає довжини хвиль від відбитого світла.

### Друк (CMYK)
Суміш рівних кількостей первинних кольорів світла RGB дає вторинні кольори червоний, синій та зелений (первинні кольори світла RGB) таким чином:
|          |     |   |          |     |   |          |     |  |  |
| жовтий   | (●) | + | маджента | (●) | = | червоний | (●) |  |  |
| маджента | (●) | + | ціановий | (●) | = | синій    | (●) |  |  |
| ціановий | (●) | + | жовтий   | (●) | = | зелений  | (●) |  |  |
|          |     |   |          |     |   |          |     |  |  |

Тобто, основні та вторинні кольори CMY (вторинні кольори виділені жирним шрифтом):
| жовтий | червоний | маджента | синій | ціановий | зелений |

В ідеалі поєднання трьох досконалих основних кольорів в однакових кількостях призведе до отримання чорного, але цього неможливо досягти на практиці. Тому до друку додається «ключовий» пігмент, зазвичай чорний, для більш ефективного отримання темних відтінків. Ця комбінація називається CMYK, де K означає ключ (англ. key).

### Традиційний живопис (RYB)
До відкриття CMY, принаймні ще Гете, найкращими основними кольорами вважав червоний, жовтий та синій. Якщо змішити ці пігменти в однакових кількостях, можна отримати помаранчевий, зелений та пурпуровий кольори:
|          |     |   |          |     |   |              |     |  |  |
| жовтий   | (●) | + | червоний | (●) | = | помаранчевий | (●) |  |  |
| червоний | (●) | + | синій    | (●) | = | пурпуровий   | (●) |  |  |
| синій    | (●) | + | жовтий   | (●) | = | зелений      | (●) |  |  |
|          |     |   |          |     |   |              |     |  |  |

Тобто основними та вторинними кольорами RYB є (вторинні кольори виділені жирним шрифтом):
| жовтий | помаранчевий | червоний | пурпуровий | синій | зелений |